# Онифай
Онифа̀й (на италиански: Onifai; на сардински: Oniai, Ониай) е село и община в Южна Италия, провинция Нуоро, автономен регион и остров Сардиния. Разположено е на 29 m надморска височина. Населението на общината е 757 души (към 2010 г.).